# Dasyrhamphis goleanus
Dasyrhamphis goleanus är en tvåvingeart som först beskrevs av Szilady 1923.  Dasyrhamphis goleanus ingår i släktet Dasyrhamphis och familjen bromsar.
Artens utbredningsområde är Algeriet. Inga underarter finns listade i Catalogue of Life.